# Shalakwe
Shalakwe är ett periodiskt vattendrag i Botswana.   Det ligger i distriktet Central, i den östra delen av landet, 290 km norr om huvudstaden Gaborone.
Omgivningarna runt Shalakwe är huvudsakligen savann. Runt Shalakwe är det mycket glesbefolkat, med 6 invånare per kvadratkilometer.